# Metopius polyptichi
Metopius polyptichi là một loài tò vò trong họ Ichneumonidae.